# Digithemis
Digithemis est une plate-forme scientifique de ressources sur le système judiciaire belge et son histoire. Le portail contient notamment les statistiques judiciaires belges, une base de données prosopographique sur la magistrature, un répertoire bibliographique sur le droit et la justice belge.  
Digithemis entend donc aborder l'histoire de la justice sous des angles multiples et complémentaires: ses acteurs, ses institutions, ses activités et ses sources.

## Contenu
La plate-forme constitue une base de données sur la magistrature belge de 1795-1962, renfermant plus de 6 000 personnes et 800 juridictions. La base de données est en train de s’enrichir des magistrats de l’État indépendant du Congo, du Congo Belge et du Ruanda-Urundi,.
Elle met à disposition des statistiques judiciaires belges de 1830 à nos jours (une application dédiée permet de générer des cubes statistiques) et un répertoire bibliographique] sur l'histoire de la justice, contenant plus de 5000 références dont plusieurs séries sont numérisées et OCRisées. 
Une liste des mercuriales prononcées dans les Cours de Belgique (cours d'appel et Cour de cassation) de 1830 à 2015 et leur éventuelle copie numérique sont également accessibles.

## Constitution
Digithemis a été réalisé grâce au soutien du Fonds de la recherche scientifique. Les applications qu’il abrite représentent le fruit de recherches menées au Centre d'Histoire du Droit et de la Justice depuis de nombreuses années en collaboration avec plusieurs universités et institutions de recherches.